# Pausandra macropetala
Pausandra macropetala är en törelväxtart som beskrevs av Adolpho Ducke. Pausandra macropetala ingår i släktet Pausandra och familjen törelväxter. Inga underarter finns listade i Catalogue of Life.